# Carl Palmer
Carl Fredrick Kendall Palmer (ur. 20 marca 1950 w Birmingham) – brytyjski perkusista rockowy.
Znany jest z występów w The Crazy World of Arthur Brown, Atomic Rooster, Emerson, Lake and Palmer i Asia. Współpracował także z Mikiem Oldfieldem. Jego gra charakteryzowała się agresywnością oraz wielką precyzją. Często stosował nietypowe metrum. Palmer używał niezwykle rozbudowanego zestawu perkusyjnego.

## Kariera
Na początku kariery był członkiem kilku lokalnych zespołów rodzinnego Birmingham, takich jak The King Bees, które z czasem zmieniło nazwę na The Craig z którym Palmer dokonał swojego pierwszego nagrania, singla „I Must Be Mad” (1966). W tym okresie zadebiutował również jako muzyk sesyjny, biorąc udział w nagraniu utworu „Love Light” zespołu The Chants. Zdobywając coraz większe uznanie w środowisku muzycznym dostał propozycję od Chrisa Farlowe’a, aby dołączyć do jego zespołu Chris Farlowe and The Thunderbirds.
W 1969 był perkusistą koncertowym zespołu The Crazy World of Arthur Brown, w zastępstwie za Drachena Theakera, któremu strach przed lataniem uniemożliwił uczestniczenie w trasie koncertowej zespołu. Po odejściu z Crazy World, Palmer wraz z Vincentem Cranem stworzył grupę Atomic Rooster.
Po nagraniu zaledwie jednego albumu, Palmer założył zespół Emerson, Lake and Palmer (w skrócie ELP) wraz z Gregiem Lake'iem i Keithem Emersonem, z którym odniósł największe sukcesy w swojej karierze. W muzyce zespołu można było zaobserwować wpływy takich gatunków, jak art rock, jazz, electronica, pop-rock oraz muzyka poważna. Palmer pozostał w ELP do rozpadu grupy w 1979, po czym wraz z byłymi członkami Yes, King Crimson i Buggles założył zespół Asia. W międzyczasie nagrał również swój pierwszy album solowy sygnowany nazwą Carl Palmer's 1:PM, prezentując muzykę znacznie odbiegającą od dotychczasowych osiągnięć. Nawiązał również krótką współpracę z Mikiem Oldfieldem, nagrywając partię perkusji i instrumentów perkusyjnych w utworze „Mount Teide” z albumu Five Miles Out. W 1987 Palmer wraz z Emersonem i Robertem Berrym nagrali album jako zespół o nazwie 3, który jednak nie osiągnął dużej popularności.
W roku 1992 Palmer powrócił do oryginalnego składu ELP, z którym nagrał dwa albumy studyjne – Black Moon i In the Hot Seat i wziął udział w trasie koncertowej. Po kolejnym rozpadzie ELP w 1998, Palmer współpracował z Johnem Wettonem z Asii w zespole o nazwie Qango, a później wyruszył w trasę koncertową ze swoim 'Carl Palmer Band', z Shaunem Baxterem na gitarze i Dave’em Marksem na gitarze basowej, których zastąpili kolejno Paul Bielatowicz i Stuart Clayton (później zastąpiony przez Simona Fitzpatricka).

## Wpływ
Swoje perkusyjne inspiracje Palmer czerpał od takich muzyków jak Joe Morello, Gene Krupa i Buddy Rich – z tym ostatnim blisko się przyjaźnił oraz pobierał u niego lekcje. Kształcił się również w dziedzinie gry na kotłach, ksylofonie oraz dzwonach rurowych. Znany jest z doskonałej techniki, szybkości i trwających czasami kilkanaście minut perkusyjnych solówek. Używa tradycyjnego stylu chwytania pałek, co jest rzadkością wśród perkusistów rockowych. Używa zazwyczaj dwóch bębnów basowych, gongów i tamburynów. Potrafi zdjąć koszulkę bez przerywania gry. Chociaż żaden z zespołów, w których występował, nie znalazł się jeszcze w panteonie Rock and Roll Hall of Fame, jego dwuipółtonowy zestaw perkusyjny ze stali nierdzewnej już się w nim znalazł.

## Ostatnie lata
Obecnie Carl Palmer kontynuuje koncertowanie z zespołem Asia oraz Carl Palmer Band (Paul Bielatowicz – gitara, Simon Fitzpatrick – bas) w ramach projektu „ELP Legacy”.

## Wyróżnienia i nagrody
- Melody Maker (1970) – najlepszy perkusista
- Melody Maker (1971) – najlepszy perkusista
- Circus (1972) – najlepszy perkusista
- Melody Maker (1972) – najlepszy perkusista
- New Musical Express (1973) – najlepszy perkusista
- Melody Maker (1973) – najlepszy perkusista
- Music Life (1973) – najlepszy perkusista
- Pop Hammer (1974) – najlepszy perkusista
- Melody Maker (1974) – najlepszy perkusista
- Modern Music Maker/Circus (1975) – najlepszy perkusista
- Melody Maker (1975) – najlepszy perkusista
- New Music Express (1975) – najlepszy perkusista
- Music Life (1975) – najlepszy perkusista
- Melody Maker (1976) – najlepszy perkusista
- Melody Maker (1977) – najlepszy perkusista
- Playboy Music Poll (1977) – najlepszy perkusista
- Melody Maker (1978) – najlepszy perkusista
- The American Committee of British Rock (1983) – perkusista roku
- Diario de Avisos Music Canaria (1985) – topowy perkusista
- Modern Drummer (1989) – wprowadzenie do Modern Drummer Hall of Fame
- Percussive Arts Society (1995) – nagroda za całokształt twórczości
- Classic Rock Society (2000) – najlepszy perkusista
- Classic Rock Society (2001) – najlepszy perkusista
- Rolling Stone (2009) – sklasyfikowany na dziesiątym miejscu najlepszych perkusistów wszech czasów
- Progressive Music Awards (2012) – tytuł „Virtuoso"
- Vegas Rocks Awards (2013) – tytuł „Drum Legend Icon”[2]
- Prog Magazine Awards (2017) – tytuł „Prog God"

## Dyskografia solowa
- 1980 1 – PM
- 2001 Antology – „Do Ya Wanna Play Carl?"
- 2004 Working Live, Vol. 1
- 2004 Working Live, Vol. 2
- 2010 Working Live, Vol. 3

## Wideografia
- The Carl Palmer Band In Concert (DVD, 2006, St Clair Vision)
- Drum Solos (DVD, 2011, Drumfootage)
- Decade: 10th Anniversary Celebrating The Music Of Emerson Lake & Palmer (DVD, 2014, Carl Palmer)
- The Solo (DVD, 2014, Carl Palmer)

## Filmografia
- „Message to Love: The Isle of Wight Festival” (1997, film dokumentalny, reżyseria: Murray Lerner)[3]
- „Prog Rock Britannia” (2009, film dokumentalny, reżyseria: Chris Rodley)[4]